# Jahn-Wettkämpfe
Mit Jahn-Wettkämpfen wird eine Gruppe von sportlichen Mehrkämpfen bezeichnet, die Übungen aus den Disziplinen Gerätturnen, Leichtathletik und Schwimmen umfassen.

## Geschichte
Die „volkstümlichen Wettkämpfe“ wurden vom Deutschen Turner-Bund (DTB) 1950 ins Leben gerufen und erhielten ihren heutigen Namen 1952 zu Ehren des „Turnvaters“ Friedrich Ludwig Jahn.
Für Erwachsene wird der Jahn-Neunkampf abgehalten, der Sprung, Barren (für Frauen Stufenbarren), Bodenturnen, 100-Meter-Lauf, Weitsprung, Kugelstoßen, 100-Meter-Schwimmen, 25-Meter-Streckentauchen und Kunstspringen umfasst.
Es werden Meisterschaften auf Bezirks-, Landes- und Bundesebene für die Altersgruppen 20+ und 30+ ausgetragen. Die Leistung in jeder Disziplin wird seit 2007 auf einer nach oben offenen Skala bewertet. Sieger ist der Athlet, der in der Summe die meisten Punkte errungen hat.
In der Jugend gibt es stattdessen den Jahn-Sechskampf mit Boden, Barren/Stufenbarren, 100-Meter-Lauf, Kugelstoßen, 100-Meter-Schwimmen und Kunstspringen. Je nach Altersklasse können die Lauf- und Schwimmdistanzen kürzer sein.

## Deutsche Meisterschaften und Titelträger seit 2005
| Jahr/Austragungsort              | Siegerin 20+                         | Sieger 20+                                  | Siegerin 30+                         | Sieger 30+                                |
| -------------------------------- | ------------------------------------ | ------------------------------------------- | ------------------------------------ | ----------------------------------------- |
| 2023/Lieblos                     | Franziska Eble – TV Konstanz         | Manuel Halbisch – TSV Baltmannsweiler       | Sabine Storz – PTSV Jahn Freiburg    | Josef Hoehl – TSG Sulzbach                |
| 2022/Bruchsal                    | Larissa Kind – TSG Berlin Steglitz   | Manuel Halbisch – TSV Baltmannsweiler       | Sabine Storz – PTSV Jahn Freiburg    | Björn-Marcel März – Bonner TV             |
| 2021/Eutin                       | Caroline Eble – TV Konstanz          | Manuel Halbisch – TSV Baltmannsweiler       | Sabine Storz – PTSV Jahn Freiburg    | Oliver Reuter – TV Watzenborn-Steinberg   |
| 2019/Eutin                       | Sabine Storz – PTSV Jahn Freiburg    | Manuel Halbisch – TSV Baltmannsweiler       | Christiane Riedel – TuS Lichterfelde | Timur Tokat – TSV Sonthofen               |
| 2018/Einbeck                     | Sabine Storz – PTSV Jahn Freiburg    | Manuel Halbisch – TSV Baltmannsweiler       | Christiane Riedel – TuS Lichterfelde | Timur Tokat – TSV Sonthofen               |
| 2017/Berlin                      | Sabine Storz – PTSV Jahn Freiburg    | Tobias van Roo – TV 1862 Langen             | Melanie Geserer – TG 1861 Landshut   | Timur Tokat – TSV Sonthofen               |
| 2016/Bruchsal                    | Sabine Storz – PTSV Jahn Freiburg    | Oliver Reuter – TV Watzenborn-Steinberg     | Janne Günther – TSV Kronshagen       | Sebastian Hofer – SG Kirchheim            |
| 2015/Eutin                       | Sabine Storz – PTSV Jahn Freiburg    | Oliver Reuter – TV Watzenborn-Steinberg     | Christine Petrovic – TV 1862 Langen  | Timur Tokat – TSV Sonthofen               |
| 2014/Einbeck                     | Sabine Storz – PTSV Jahn Freiburg    | Oliver Reuter – TV Watzenborn-Steinberg     | Sonja Bammert – PTSV Jahn Freiburg   | Florian Krick – Eintracht Frankfurt 61    |
| 2013/Metropolregion Rhein-Neckar | Sabine Storz – PTSV Jahn Freiburg    | Andreas Frieb – TSG Nordwest 1898 Frankfurt | Beatrix Schürle – TV Wetzgau         | Florian Krick – Eintracht Frankfurt 61    |
| 2012/Einbeck                     | Sabine Storz – TV Malsch             | Kevin Maier – TV Weißkirchen                | Christine Petrovic – Sprendlinger TG | Jens Kopperschmidt – SVE Bad Salzdetfurth |
| 2011/Einbeck                     | Johanna Becker – VT Zweibrücken      | Markus Walch – TSV Weingarten               | Janina Peglow – Polizei-SV Eutin     | Florian Krick – Eintracht Frankfurt 61    |
| 2010/Berlin                      | Sabine Storz – TV Malsch             | Markus Walch – TSV Weingarten               | Janina Peglow – Polizei-SV Eutin     | Günter Schulmayr – TSV Unterhaching       |
| 2009/Frankfurt                   | Helga Prasler – Eintracht Frankfurt  | Markus Walch – TSV Weingarten               | Janina Peglow – Polizei-SV Eutin     | Günter Schulmayr – TSV Unterhaching       |
| 2008/Waiblingen                  | Caroline Bader – Hamburger TS        | Markus Walch – TSV Weingarten               | Janina Peglow – Polizei-SV Eutin     | David Giedke – Spvgg. Mössingen           |
| 2007/Gelnhausen                  | Susi Berger – SV Heimstetten         | Markus Walch – TSV Weingarten               | Ina Gruber – TuS Köln-Ehrenfeld      | David Giedke – Spvgg. Mössingen           |
| 2006/Konstanz                    | Lisa Bundschuh – TSG Tübingen        | Markus Walch – TSV Weingarten               | Janina Peglow – Polizei-SV Eutin     | Jürgen Kleiner – TV Ober-Ramstadt         |
| 2005/Berlin                      | Caroline Bader – TG Nieder-Ingelheim | Markus Walch – TSV Weingarten               | Janina Peglow – Polizei-SV Eutin     | Sacha Bräuning – TV Hochstadt             |